# 绿胸宝石蜂鸟
绿胸宝石蜂鸟（学名：Lampornis sybillae），是雨燕目蜂鸟科的一种鸟类。
绿胸宝石蜂鸟体重约6.3克，翼长约64.2毫米，嘴峰长约23.5毫米，喙宽度约2.4毫米，喙厚度约2.1毫米，跗蹠长约6毫米，尾长约40.5毫米。绿胸宝石蜂鸟在其分布区内为留鸟，其栖息在密集的高大树木组成的森林中，食性为草食性，主要食物来源是植物的花蜜。
绿胸宝石蜂鸟分布于洪都拉斯东部和尼加拉瓜中北部的湿润山地森林。该物种是单型物种，没有亚种分化。